# 下拾箇村
下拾箇村（しもじっかむら）は、愛知県西春日井郡にかつて存在した村である。
現在の北名古屋市西部（旧・西春町の一部）に該当する。

## 歴史
1880年（明治13年）2月5日、愛知県春日井郡が東春日井郡と西春日井郡に分割され、この地域は西春日井郡となった。
1889年（明治22年）10月1日、野崎村、沖村、石橋村、西之保村、中ノ郷村が合併し、下拾箇村が発足した。1906年（明治39年）7月16日、下拾箇村が九之坪村、上拾箇村と合併し西春村が発足。同日、下拾箇村は廃止された。

## 産業

### ぶどう栽培
1880年（明治13年）には日本においてワイン醸造を目的とするぶどう栽培が急速に増えた。1882年（明治15年）には名古屋市にワイン醸造会社（葡萄組商会第四分社）が設立され、この会社は中之郷でカトーバ種のぶどうを栽培した。1885年（明治18年）の日本には945人のぶどう栽培者がおり、うち愛知県では日本全体の27%にあたる262人が日本全体の約50%にあたる33万本を栽培していた。
1902年（明治35年）の中之郷には盛期のぶどう畑が2町、植え付けから2年～3年のぶどう畑が2町、合わせて4町歩のぶどう畑があった。中之郷におけるぶどうの多くは島畑に植えられていた。昭和に入ると山梨県産ぶどうなどに押され、中之郷ぶどうは衰退していった。